# Rubbiano (Montefortino)
Rubbiano ("Lu Fià" in dialetto locale) è una frazione del comune di Montefortino, in provincia di Fermo, nelle Marche.
Il paese è punto di partenza per molte tra le più note mete escursionistiche sui Monti Sibillini: primo fra tutti l'Eremo di San Leonardo, la Gola dell'Infernaccio e il nuovo laghetto, le sorgenti del Tenna (Capotenna), il Monte Sibilla, il Monte Priora.

## Origine del nome
Secondo una tradizione orale tramandata dagli abitanti del luogo il nome dialettale "lu Fià" deriverebbe dal verbo "fugghià" (che significa "fuggire"), ad indicare le fughe a cui sono spesso costretti gli abitanti di Rubbiano a causa delle frequenti slavine che minacciano l'abitato nel periodo invernale.

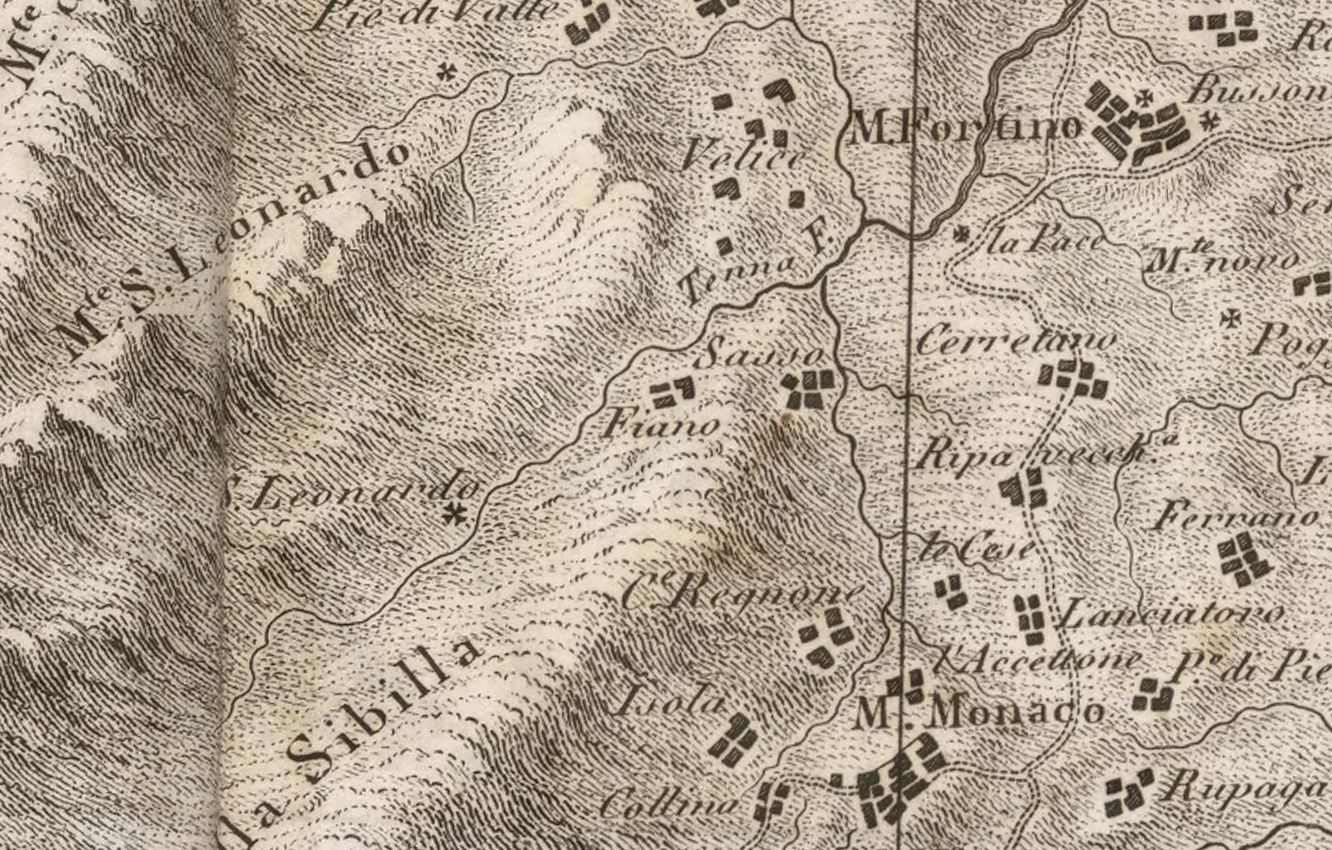
Carta ottocentesca delle frazioni di Montefortino tratta dall'Atlante Geografico del Regno di Napoli. Rubbiano è riportato come Fiano.

In una carta del XIX secolo viene riportato con il nome "Fiano", da cui si otterrebbe per troncamento il nome dialettale. L'origine di questo toponimo potrebbe essere legata al latino fanum (come ad esempio accade per Fano o Fiano Romano), che indicherebbe un tempio o un luogo sacro.
Quanto detto troverebbe riscontro anche con l'ipotesi che vuole Rubbiano (come Soffiano nel comune di Sarnano) derivante da "Sub Jano", ovvero "sotto al tempo di Giano". Secondo questa tesi, anche la vicina frazione di Sossasso (riportata come "Sasso" nelle carte ottocentesche) ha un'etimologia similmente legata al prefisso "sub" ("Sub Sasso Sibillae"). Al riguardo va detto che la vecchia chiesa di Santa Croce si trovava anticamente più in alto dell'abitato attuale; e va ricordato che Rubbiano si trova alle falde della montagna che ospita la Grotta della Sibilla.
Il nome Rubbiano ancora potrebbe derivare dal latino "ruber" (che significa "rosso"), in riferimento probabilmente al colore che caratterizza le rocce calcaree tipiche della zona. Si pensi all'esistenza di altri termini simili della lingua italiana, quali: rubia (pianta la cui radice viene utilizzata per le tinture rosse), rubino (minerale dal caratteristico colore rosso), o l'aggettivo rubicondo.

## Geografia fisica

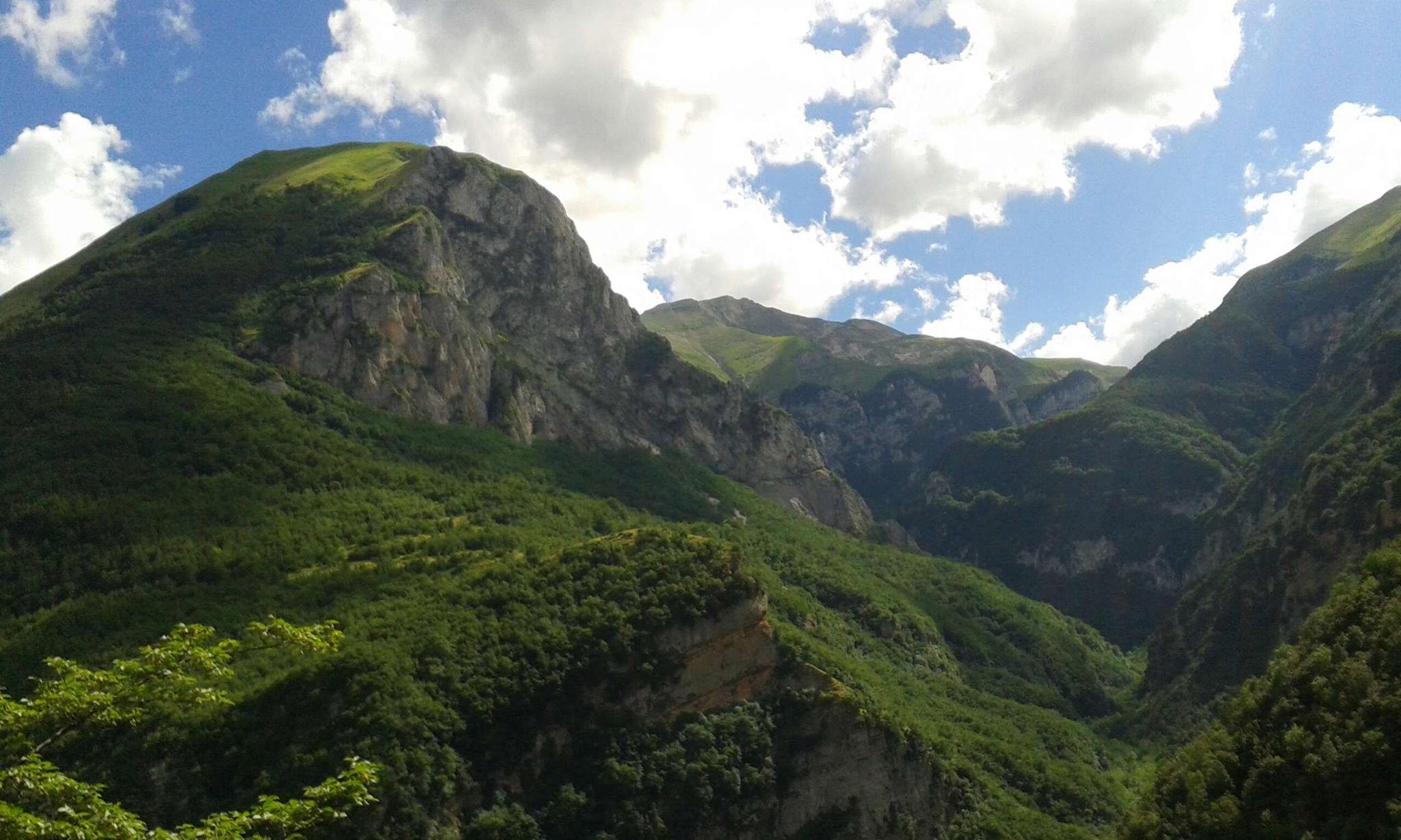
Panorama sulla Valleria. Si staglia imponente lo scoglio rosso del Monte Zampa (M. Sibilla) che sovrasta Rubbiano e l'imboccatura della gola dell'Infernaccio.

Il paese di Rubbiano è adagiato su un pianoro roccioso sulla sponda destra del fiume Tenna, alle pendici del Monte Zampa, nome che indica la propaggine orientale del Monte Sibilla, che da questo lato si presenta come un'ampia erta erbosa coperta di pascoli e campi coltivati, fino all'estremità settentrionale dove i prati cedono il passo agli inaccessibili dirupi rocciosi che annunciano la vicina Gola dell'Infernaccio.
L'area a monte dell'abitato prende il nome di Valleria, cioè il luogo dei balli (i "valli" in dialetto marchigiano) che le fate della Sibilla tenevano con i pastori della zona, come narrano i racconti popolari.
L'area dei pascoli che sovrasta il paese dal lato della montagna è invece nota come Pian d'Acera (Piannàcera in dialetto locale), e qui si trova la sorgente dell'acquedotto di Rubbiano.

## Monumenti e luoghi d'interesse

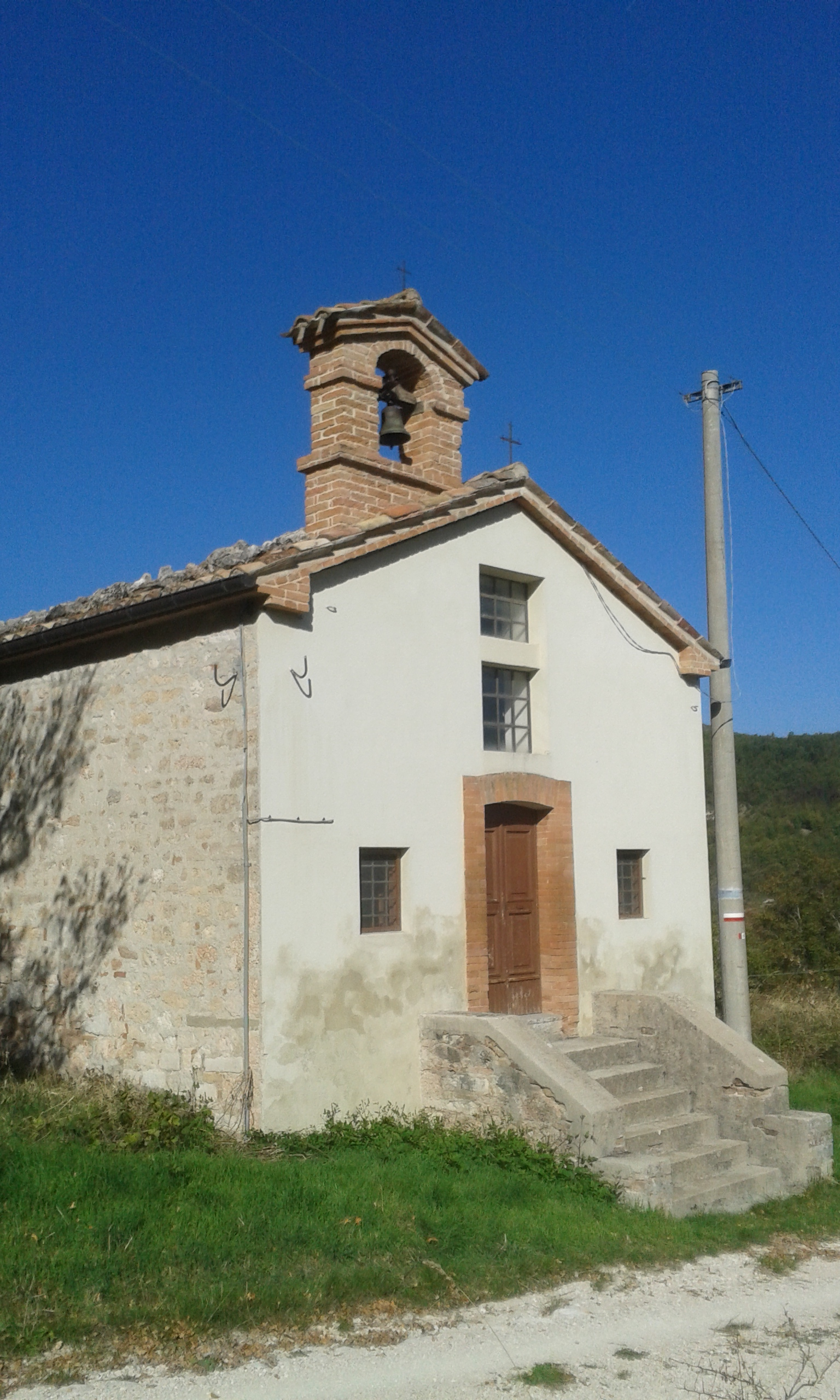
Chiesa di S.Croce, XVIII sec.

- Chiesa di S.Croce. Sorge poco dabbasso al centro abitato, lungo il sentiero che conduce a Vetice. La costruzione risale solo al XVIII secolo, in quanto in origine vi era un'altra chiesa ubicata alle pendici della montagna, poi abbandonata a causa della lontananza dal paese. In un documento storico il pievano di Montefortino Marco Antonio Nardi riporta che nel 1728 la chiesa aveva due porte, e vi si celebrava messa regolarmente in ogni giorno festivo. Gli abitanti contribuivano al sostentamento del cappellano, il quale riceveva dieci scudi: sei dagli abitanti del paese e quattro dallo stesso pievano. A seguito del terremoto del settembre 1997 la chiesa ha subito gravi lesioni, poi ripristinate con degli interventi nel 2002, i quali hanno permesso alla chiesa di resistere intatta al terremoto del novembre 2016.[6]

- Gole dell'Infernaccio. La frazione di Rubbiano è situata lungo l'attuale strada che da Montefortino conduce alle gole dell'Infernaccio, ed è punto di passaggio obbligato per tutti gli escursionisti o i pellegrini che vogliano recarsi all'Eremo di San Leonardo.
- I prati e boschi di Rubbiano, ovvero la zona della Valleria e di Pian d'Acera, sono disseminati di tracce che testimoniano la forte presenza dei pastori su questi monti: ruderi di casali, ricoveri per il bestiame, antichi abbeveratoi, accenni di muretti a secco di sostenimento a sentieri oggi inghiottiti dal bosco. In questo senso, rivestono particolare interesse: Fonte Palù (recentemente ribattezzata come "Cengia del Cinghiale" dai moderni escursionisti), un balcone naturale incassato nei pendii rocciosi della Sibilla a picco sulle gole dell'Infernaccio, nel quale è stato ricavato un rifugio per gli ovini; e Fonte Bella (o Fonte di Costa Palù), immersa nel bosco e ormai raggiungibile solo attraversando la fitta vegetazione, ormai senza più un sentiero preciso da seguire.

## Storia e leggenda

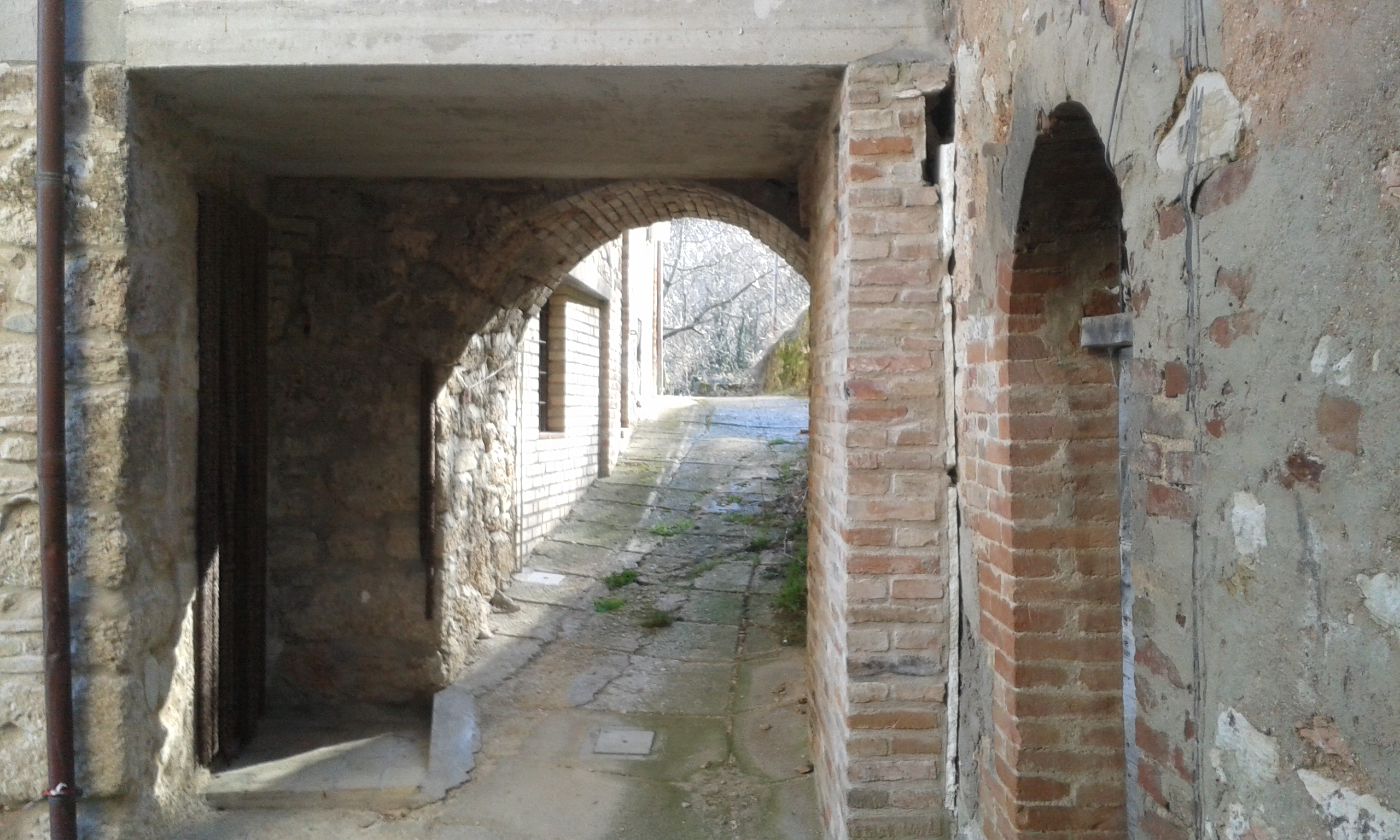
Scorcio del paese alto

Il paese di Rubbiano si trova ai piedi di un ampio vallone (segnato anche sulle carte IGM come Fosso delle Valanghe), dal quale nel 1933 scese una violenta slavina che provocò 13 morti tra i residenti. In seguito all'evento vennero posizionati dei frangivalanghe presso la cima del Monte Zampa. 
Racconti orali tramandati nel tempo dagli abitanti vorrebbero che anticamente il paese fosse situato in cima al poggio boschivo che domina l'abitato attuale, sulla destra orografica del Fosso delle Valanghe, in località denominata Santa Croce (oggi nota principalmente come Casa Liberati).
Le gole dell’Infernaccio rimasero sempre inaccessibili dalla Valleria fino al 1820, infatti la strada antica che conduceva a San Leonardo non passava da Rubbiano ma da Vetice.
Secondo alcuni, il paese fu in passato uno dei luoghi dei Monti Sibillini che ospitò realmente le fate della Sibilla: una leggenda narra che le fate dei Sibillini scendessero nelle notti di plenilunio per danzare il saltarello con i pastori. Le fate in realtà potrebbero essere delle donne celtiche, che orfane dei loro guerrieri morti o fatti prigionieri dai Romani nella battaglia di Sentino del 293 a.C., si rifugiarono in migliaia sulle alture marchigiane dove trovarono ospitalità.

## Galleria d'immagini

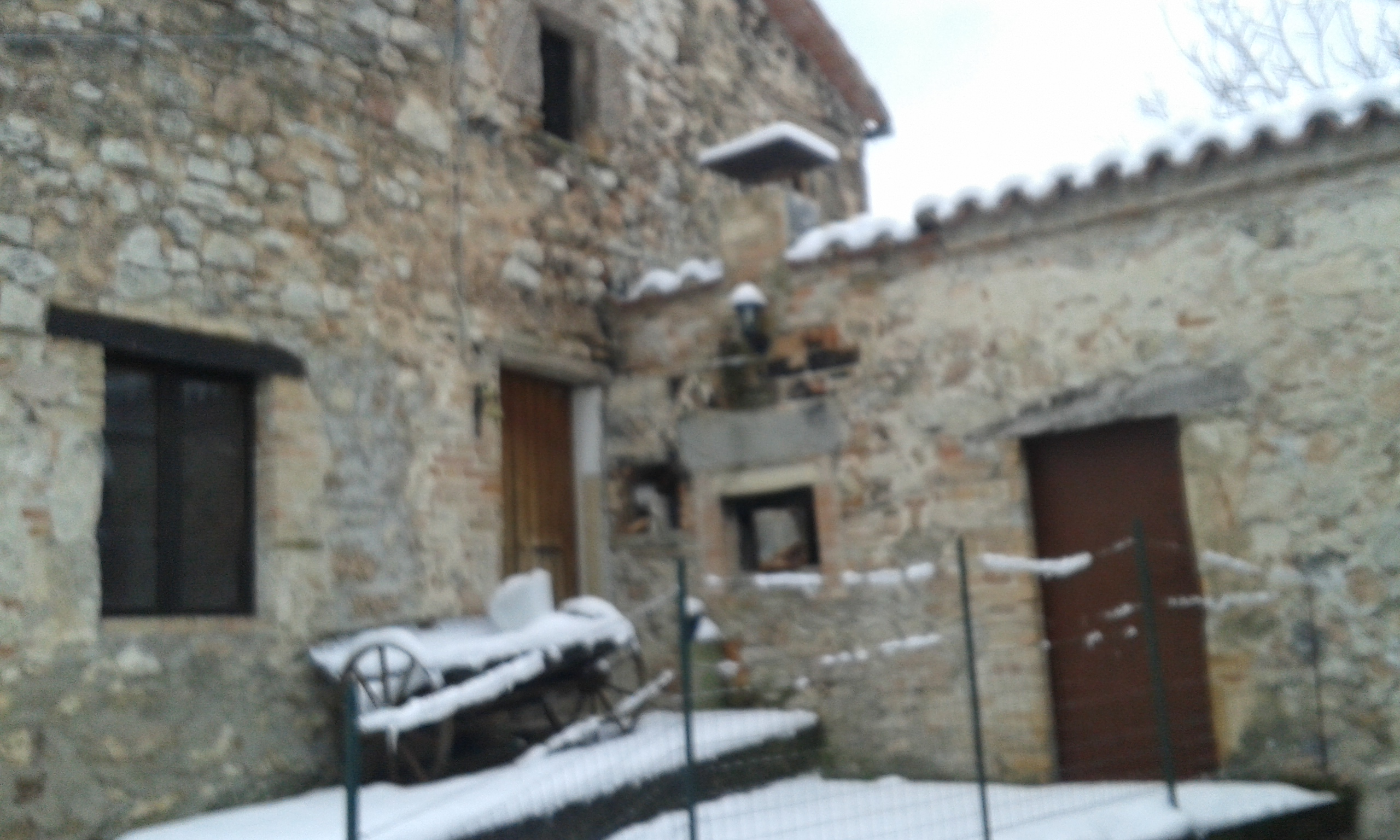
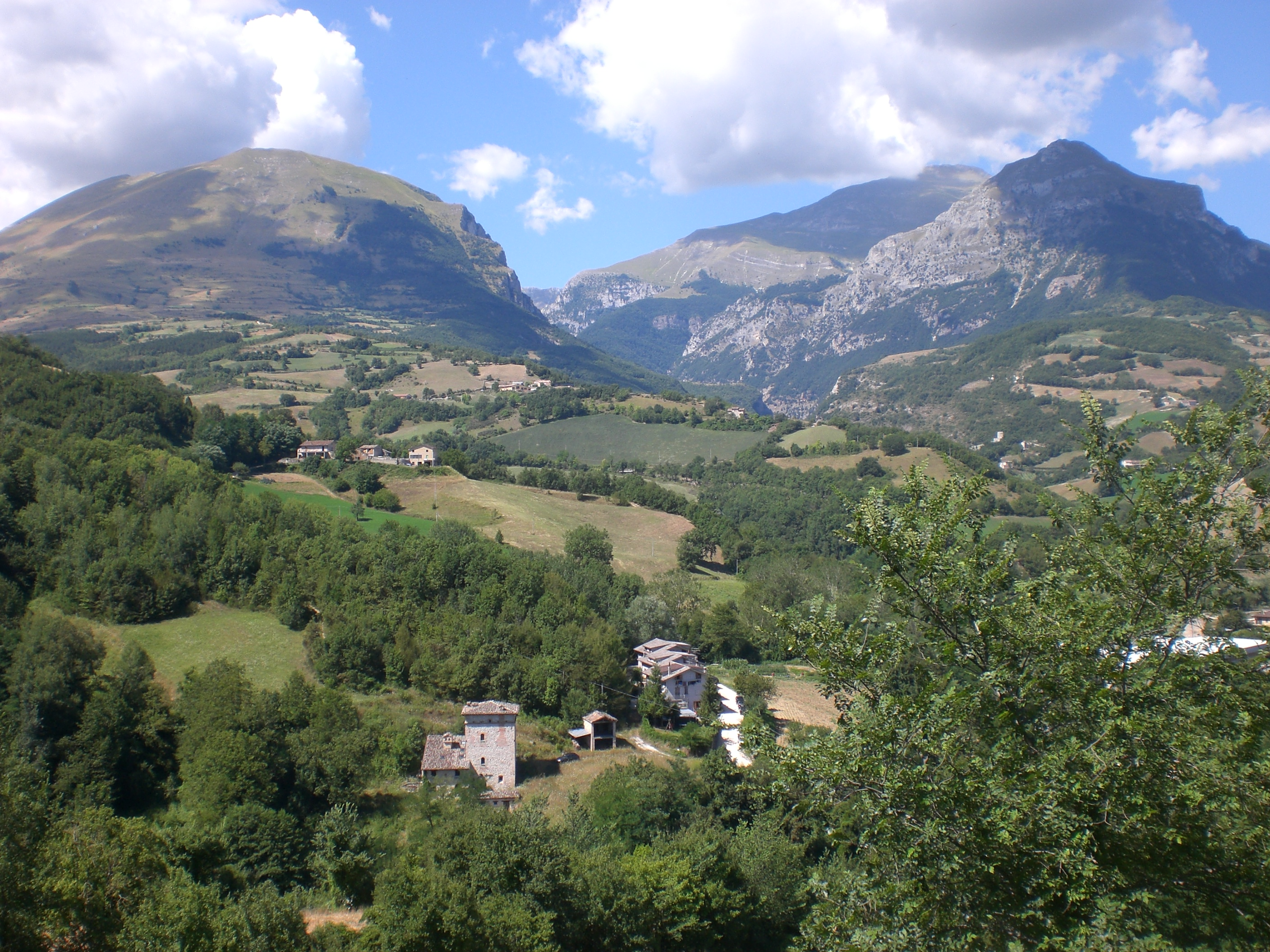
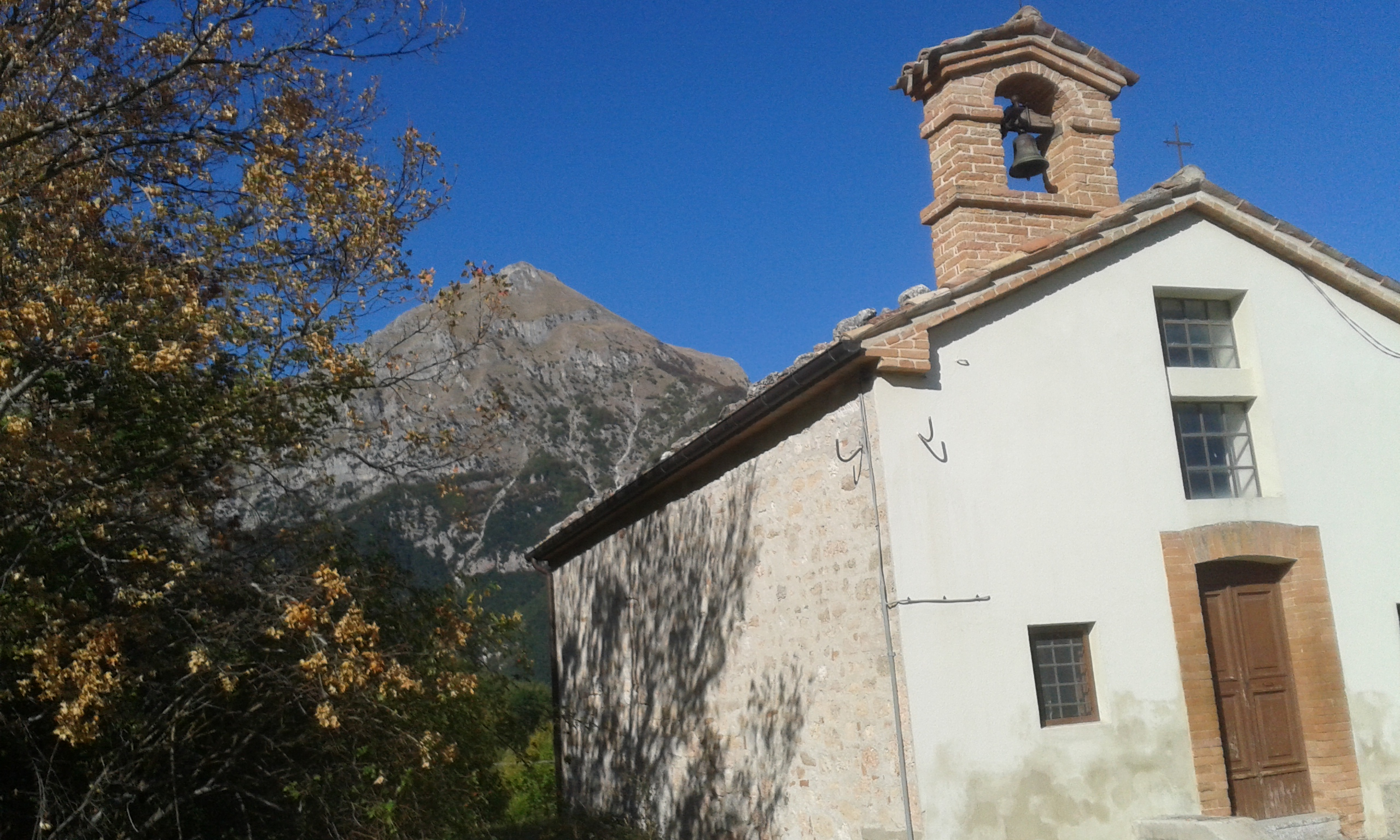
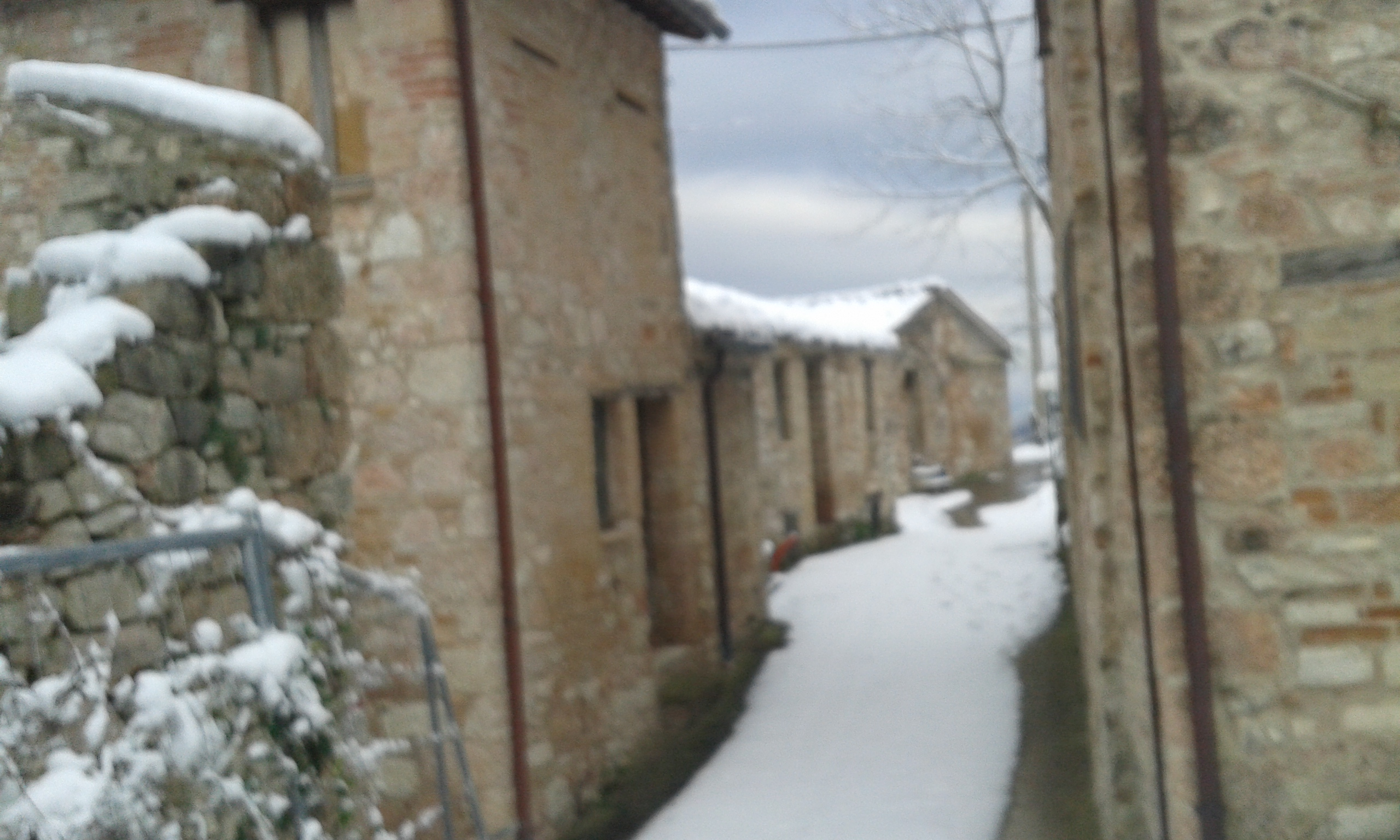